# Алберт Халер
Алберт Халер (Вргорац, Далмација, 3. август 1883 — Камница, Словенија, 18. април 1945), хрватски књижевник и књижевни критичар.
Завршио је гимназију у Дубровнику, а филозофију на универзитету у Бечу, гдје је стекао оспособљење за наставника средњих школа (1911). Служио је као професор гимназије у Дубровнику, — Писао је есеје и критичке чланке у часописима (Савременик, Критика, Југословенска Њива), настојећи, да у. књижевним дјелима, старијим и новијим, ухвати чисто књижевне, естетске вриједности.
Погинуо је у Другом светском рату.